# مهر سلیمان هموار
مُهر سلیمان هموار (نام علمی: Polygonatum biflorum) نام یک گونه از سرده مهر سلیمان است.